# 日本と中国の書史
『日本と中国の書史』（にほんとちゅうごくのしょし）は、社団法人 日本書作家協会発行による木村卜堂の著書。1971年初版発行。日本と中国の書跡を年代順に解説している。

## 本書のねらい
先人の書作品の鑑賞は、学書者に指針を与え、さらに作品の深みや心の高さなど、我々が独りで工夫しているだけでは到底到達の出来ないところまで引き上げてくれる。これを本書の目的としている。

## 本書の特長
学校または書塾での教材に適当な書史にするため、誇大にせず、書以外のものに触れ過ぎず、副読本風なものにし、端的に書の資料を登載している。

## 本書の構成
日本編
- 大和時代の書
- 奈良時代の書
- 平安時代の書 (初期)
- 平安時代の書 (中期)
- 平安時代の書 (後期)
- 鎌倉時代の書
- 室町・桃山時代の書
- 江戸時代の書
- 明治・大正時代の書
- 昭和時代の書

中国編
- 夏・殷・周代の書
- 秦時代の書
- 前漢時代の書
- 後漢時代の書
- 三国時代の書
- 西晋・五胡十六国時代の書
- 東晋時代の書
- 南北朝時代の書
- 隋時代の書
- 唐時代の書
- 中唐の書
- 晩唐の書
- 五代の書
- 宋代の書
- 元代の書
- 明代の書
- 清代の書
- 中華民国の書